# Agostino Giovagnoli
Agostino Giovagnoli (Roma, 1952) è uno storico e storico della filosofia italiano, professore ordinario presso l'Università Cattolica del Sacro Cuore.
Si è occupato di storia dell'Italia repubblicana, dei rapporti tra Stato italiano e Chiesa cattolica e di storia delle relazioni internazionali.

## Biografia
Laureatosi in Filosofia presso l'università La Sapienza di Roma, nel 1987 è diventato professore ordinario presso l'Università degli Studi di Sassari. Nel 1993 è salito alla cattedra di Storia contemporanea dell'Università Cattolica del Sacro Cuore di Milano, ove tuttora insegna.
È stato membro del comitato scientifico del programma televisivo Rai 3 Il tempo e la storia dal 2013 al 2017 e in seguito in quello di Passato e presente, programma della stessa rete con replica su Rai Storia.

## Pubblicazioni
- Il partito italiano. La Democrazia cristiana dal 1942 al 1994, Laterza, Roma Bari 1996.
- Roma e Pechino. La svolta extraeuropea di Benedetto XV, Studium, Roma 1999.
- Storia e globalizzazione, Laterza, Roma Bari 2003.
- Il caso Moro. Una tragedia repubblicana, Il Mulino, Bologna 2005.
- Chiesa e democrazia. La lezione di Pietro Scoppola, Il Mulino, Bologna 2011.
- La Repubblica degli Italiani. 1946-2016, Laterza, Roma Bari 2016.
- Il Sessantotto. La festa della contestazione, San Paolo, Milano 2018.